# 僕たちにできる事
世界エイズデーチャリティーコンサート～僕たちにできる事～は、12月1日の「世界エイズデー」の前後に開かれるエイズ啓発運動の一環。

## 概要
2006年、厚生労働省日本エイズストップ基金協力のもと、より多くの人にエイズに対し関心を持ち、偏見をなくし正しい知識を広めることを目的に、音楽業界（特に「BLUE MOTIONレーベル」）を中心に企画され、小泉真也とRYOJI.Mが主催のもとミュージシャン、タレントらが集まり、コンサートイベントとして開始された。
その後は、講演会、随時募金、各学校等で多岐に渡る活動がなされている。なお、収益金は、国内のHIV患者並びに啓発運動の為の支援のために、寄付される。

## スローガン
- ＨＩＶを知ろう
- ＨＩＶから自分を守ろう
- ＨＩＶ患者への差別を無くそう

## コンサート

### 僕たちにできる事2006年
開催日：2006.12.02
- 横須賀芸術劇場
小泉真也、横浜銀蝿、欧陽菲菲、清水ミチコ、CONNY、花花、有里知花、一番星哲也等

### 僕たちにできる事2007年
開催日：2007.11.24
- CLUB CITTA'
小泉真也、横浜銀蝿、THE MACKSHOW、CONNY等

### 僕たちにできる事2008年
開催日：2008.12.01
- 東京海洋大学
小泉真也、RYOJI.M

### 僕たちにできる事2009年
小泉真也オフィシャルブログ　にて、一時中止宣言が発表された。次年度以降は未定。